# Біг-Спрінг (округ Монтгомері, Міссурі)
Біг-Спрінг (англ. Big Spring) — переписна місцевість (CDP) в США, в окрузі Монтгомері штату Міссурі. Населення — 149 осіб (2020).

## Географія
Біг-Спрінг розташований за координатами 38°47′42″ пн. ш. 91°28′59″ зх. д. / 38.79500° пн. ш. 91.48306° зх. д. (38.794949, -91.482933).  За даними Бюро перепису населення США в 2010 році переписна місцевість мала площу 8,76 км², з яких 8,70 км² — суходіл та 0,06 км² — водойми.

## Демографія
Згідно з переписом 2010 року, у переписній місцевості мешкало 167 осіб у 66 домогосподарствах у складі 51 родини. Густота населення становила 19 осіб/км².  Було 85 помешкань (10/км²).
Расовий склад населення:
| - 94,6 % — білих - 3,0 % — азіатів |

До двох чи більше рас належало 2,4 %. Частка іспаномовних становила 0,0 % від усіх жителів.
За віковим діапазоном населення розподілялося таким чином: 22,8 % — особи молодші 18 років, 52,6 % — особи у віці 18—64 років, 24,6 % — особи у віці 65 років та старші. Медіана віку мешканця становила 44,5 року. На 100 осіб жіночої статі у переписній місцевості припадало 89,8 чоловіків;  на 100 жінок у віці від 18 років та старших — 89,7 чоловіків також старших 18 років.
Цивільне працевлаштоване населення становило 11 осіб. Основні галузі зайнятості: транспорт — 100,0 %.